# Ministerio de Asuntos Exteriores (Tonga)
El Ministerio de Asuntos Exteriores de Tonga es el ministerio del gobierno del Reino de Tonga que tiene la responsabilidad de promover y proteger los intereses de Tonga y de sus ciudadanos en el extranjero. Mediante misiones diplomáticas en el exterior, se busca mejorar la seguridad y la prosperidad del país por medio de la promoción de las relaciones políticas, económicas y sociales entre Tonga y el resto del mundo.

## Estructura
- Mr. Mahe ‘Uli’uli Sandhurst Tupouniua - Secretario de Asuntos Exteriores.[1][2]

## Lista de Ministros
A continuación se muestra una lista con los titulares de la cartera.
| Nombre                               | Partido                                             | Mandato | Mandato     |
| Nombre                               | Partido                                             | Inicio  | Fin         |
| ------------------------------------ | --------------------------------------------------- | ------- | ----------- |
| S.A.R Fatafehi Tuʻipelehake          | Independiente                                       | 1970    | 1970        |
| S.A.R Tupoutoʻa                      | Independiente                                       | 1979    | 1979        |
| Baron Vaea de Houma                  | Independiente                                       | 1998    | 1998        |
| S.A.R ʻUlukalala Lavaka Ata          | Independiente                                       | 1998    | 2004        |
| Sonatane Tuʻa Taumoepeau-Tupou       | Independiente                                       | 2004    | 2009        |
| Feleti Sevele                        | Movimiento por los Derechos Humanos y la Democracia | 2009    | 2010        |
| Siale ʻAtaongo Kaho, Lord Tuʻivakanō | Independiente                                       | 2011    | 2014        |
| ʻAkilisi Pōhiva                      | Partido Democrático de las Islas Amigas             | 2014    | 2017        |
| Siaosi Sovaleni                      |                                                     | 2017    | 2018        |
| ʻAkilisi Pōhiva                      | Partido Democrático de las Islas Amigas             | 2018    | 2019        |
| Fekitamoeloa ʻUtoikamanu             | Independiente                                       | 2021    | 2024        |
| S.A.R Tupouto'a Jorge Constantino    | Independiente                                       | 2025    | en el cargo |